# Kleine knotswesp
De kleine knotswesp (Sapygina decemguttata) is een vliesvleugelig insect uit de familie van de knotswespen (Sapygidae). De wetenschappelijke naam van de soort is voor het eerst geldig gepubliceerd in 1807 door Jurine.